# Vesancy
Vesancy [vəzɑ̃si] ist eine französische Gemeinde mit 513 Einwohnern (Stand 1. Januar 2022) im Département Ain in der Region Auvergne-Rhône-Alpes. Sie gehört zum Kanton Gex im Arrondissement Gex und ist Mitglied im Gemeindeverband Pays de Gex Agglo.

## Geographie
Vesancy liegt auf 660 m, drei Kilometer nordöstlich von Gex und etwa 16 Kilometer nördlich der Stadt Genf (Luftlinie). Das ehemalige Bauerndorf erstreckt sich im Pays de Gex an aussichtsreicher erhöhter Lage am Fuß des Juras, am nördlichen Rand des Genfer Beckens.
Die Fläche des 10,70 km² großen Gemeindegebiets umfasst einen Abschnitt des Pays de Gex. Der südliche Gemeindeteil wird von einer weiten Talmulde eingenommen, die zwischen der Jurakette und dem vorgelagerten Mont Mourex (754 m) liegt und durch den Oudar nach Süden zur Versoix entwässert wird. Nach Norden erstreckt sich das Gemeindeareal über den schwach geneigten und von Wiesland bestandenen Hang von Vesancy und den dicht bewaldeten Steilhang bis auf den breiten Kamm der vordersten Jurakette, auf der sich die Waldlichtung La Vesancière befindet. Auf dem Jurakamm wird mit 1503 m die höchste Erhebung von Vesancy erreicht. Das Gemeindegebiet ist Teil des Regionalen Naturparks Haut-Jura (frz.: Parc naturel régional du Haut-Jura).
Nachbargemeinden von Vesancy sind Mijoux im Norden, Divonne-les-Bains im Osten, Grilly im Süden sowie Gex im Westen.

## Geschichte
Erstmals urkundlich erwähnt wird Vesancy kurz vor dem Jahr 1200 unter dem Namen Vizencie. Im Lauf der Jahrhunderte wandelte sich die Schreibweise über Vissencie (1297), Visencier (1298), Visenciez (1526), Vesanci (1589) und Vesency (1730) zum heutigen Vesancy (1734 urkundlich belegt). Der Ortsname geht vermutlich auf den gallorömischen Personennamen Vicentius zurück.
Seit dem Mittelalter bildete Vesancy eine kleine Herrschaft, die um 1292 an die Grafen von Savoyen kam. Ab dem 14. Jahrhundert teilte der Ort die wechselvolle Geschichte von Gex.

## Bevölkerung
| Jahr                       | 1962 | 1968 | 1975 | 1982 | 1990 | 1999 | 2011 | 2021 |
| -------------------------- | ---- | ---- | ---- | ---- | ---- | ---- | ---- | ---- |
| Einwohner                  | 289  | 245  | 290  | 295  | 363  | 449  | 529  | 502  |
| Quellen: Cassini und INSEE |      |      |      |      |      |      |      |      |

Mit 513 Einwohnern (Stand 1. Januar 2022) gehört Vesancy zu den kleinen Gemeinden des Départements Ain. Nachdem die Einwohnerzahl in der ersten Hälfte des 20. Jahrhunderts deutlich abgenommen hatte, wurde seit Beginn der 1970er Jahre wieder ein kontinuierliches Bevölkerungswachstum verzeichnet. Außerhalb des alten Ortskerns wurden zahlreiche neue Einfamilienhäuser gebaut.

## Sehenswürdigkeiten
Die Pfarrkirche Saint-Christophe wurde 1846 an der Stelle eines früheren Gotteshauses erbaut. In der Dorfmitte steht das ursprünglich aus dem 12. Jahrhundert stammende Schloss mit seinen Türmen, das heute als Sitz der Gemeindeverwaltung dient. Auf einem Bergvorsprung oberhalb des Dorfes befindet sich die Chapelle de Riamont, die 1868 errichtet wurde.
Der Findling von Riant Mont ist ein Granitblock, der in der Eiszeit an seinen heutigen Ort nordöstlich von Vesancy transportiert wurde.

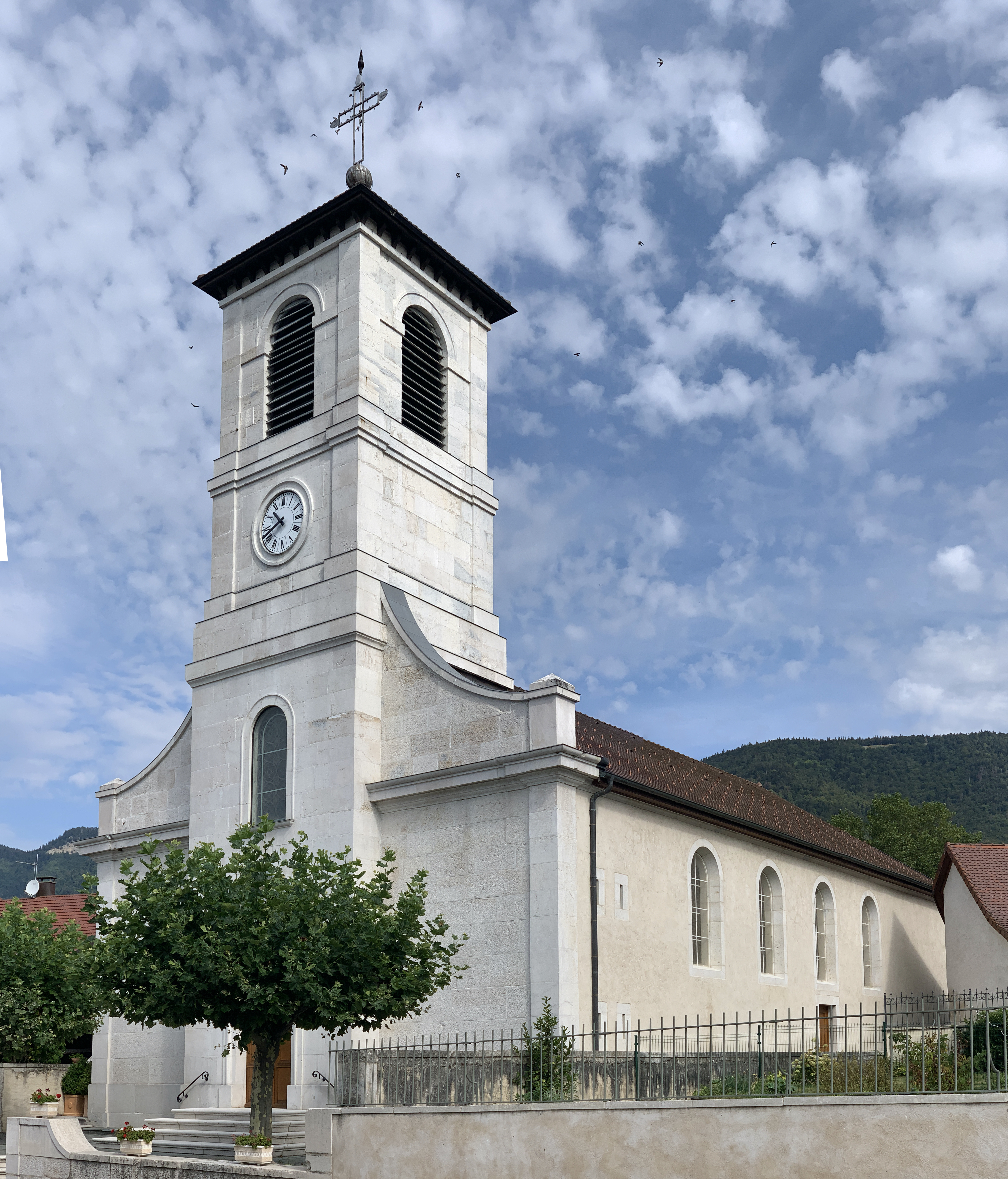
Kirche Saint-Christoph
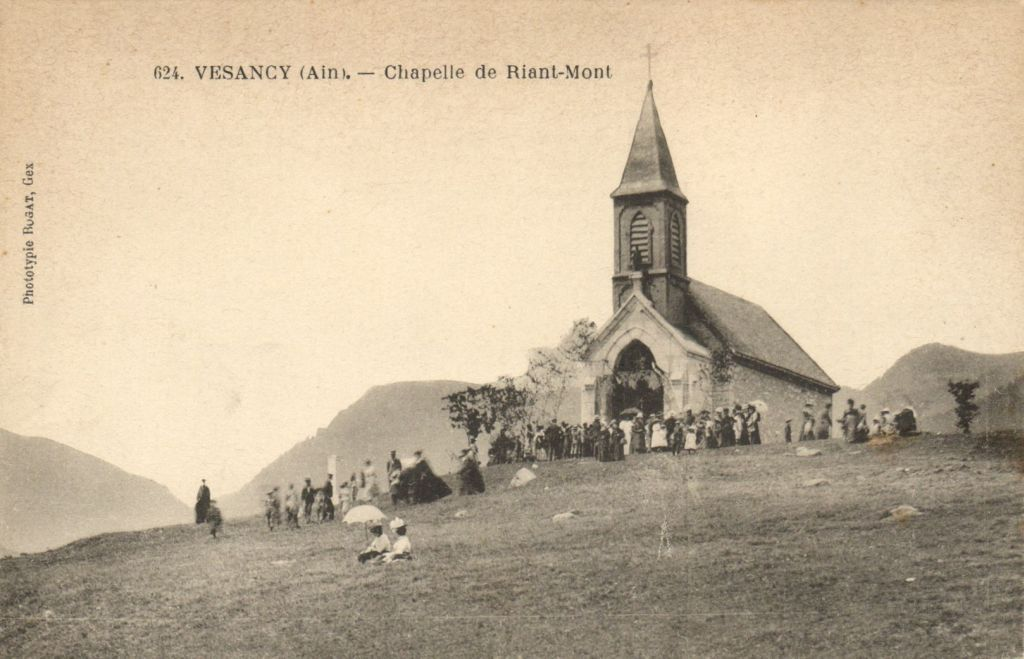
Kapelle Notre-Dame auf einer Postkarte Anfang des 20. Jahrhunderts
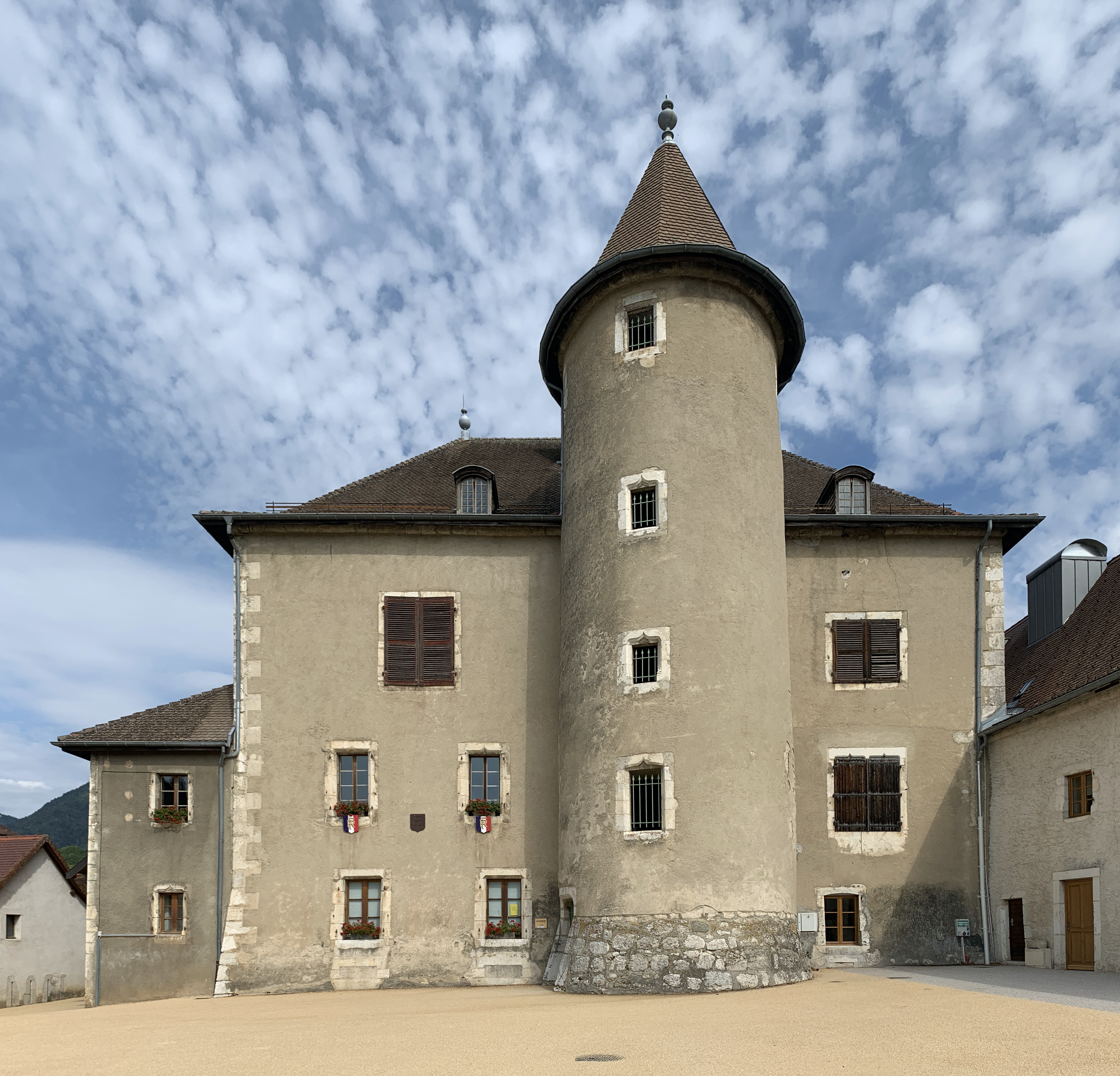
Schloss Vesancy
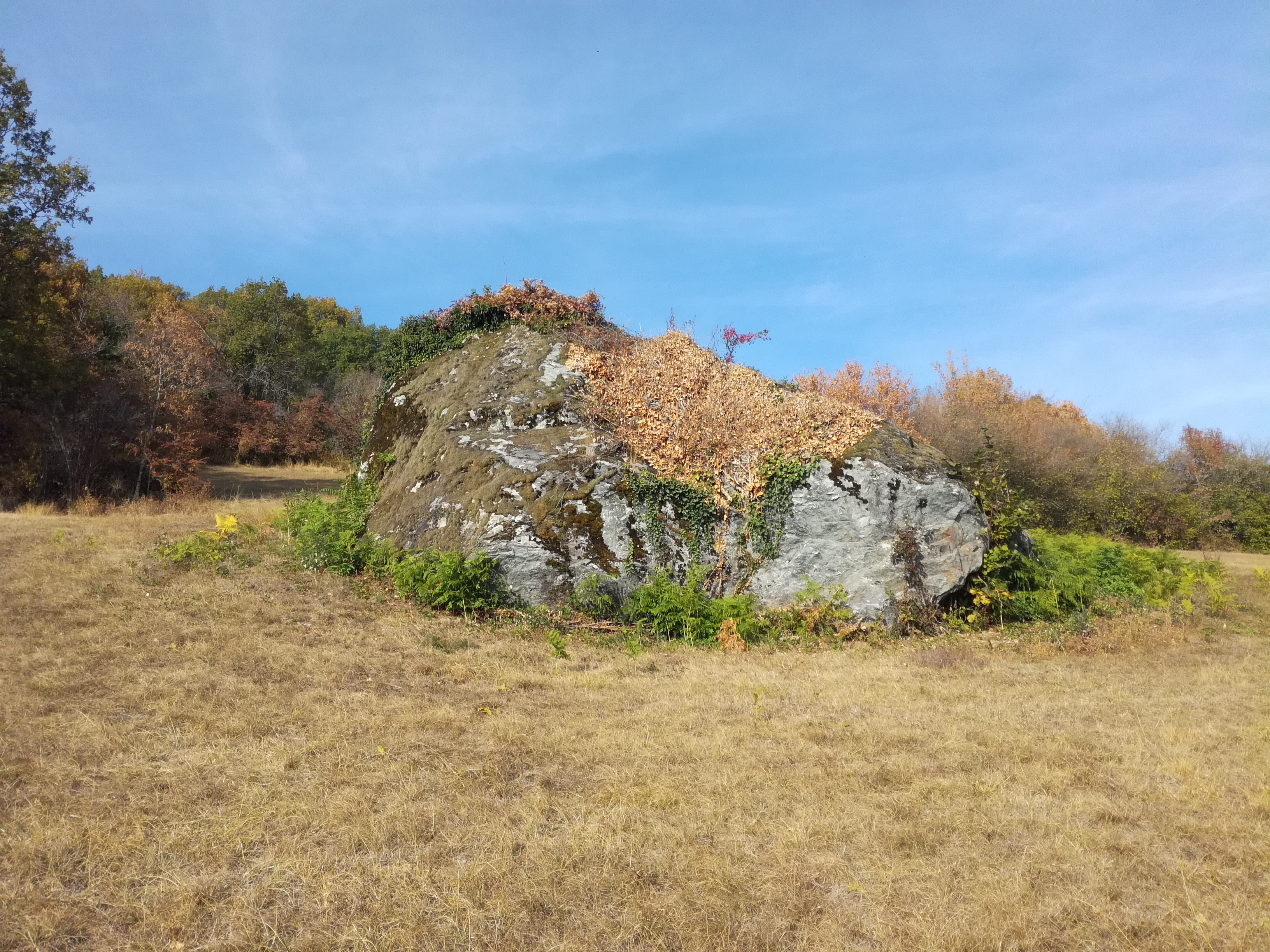
Findling von Riant Mont
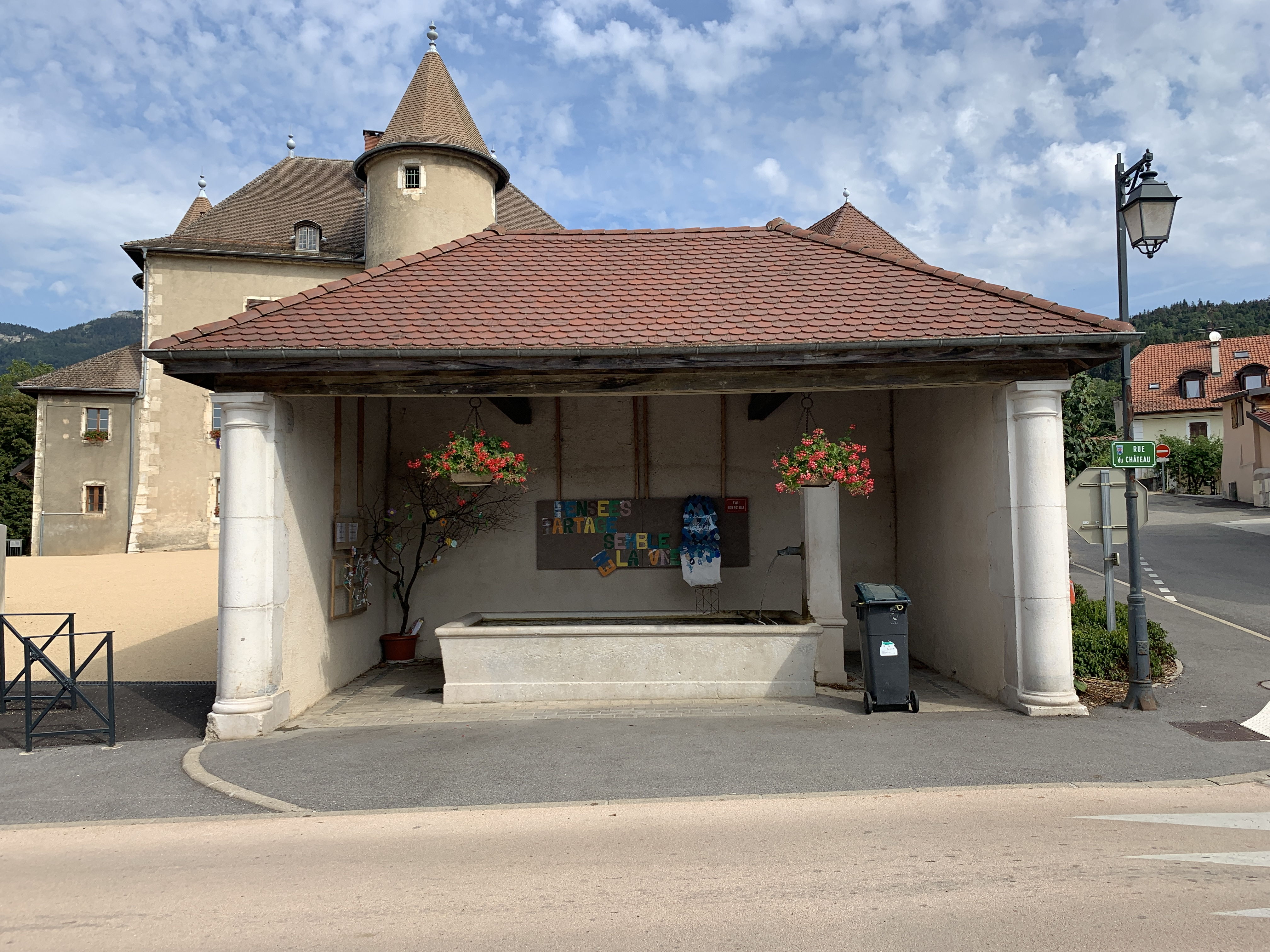
Eines der beiden Lavoirs
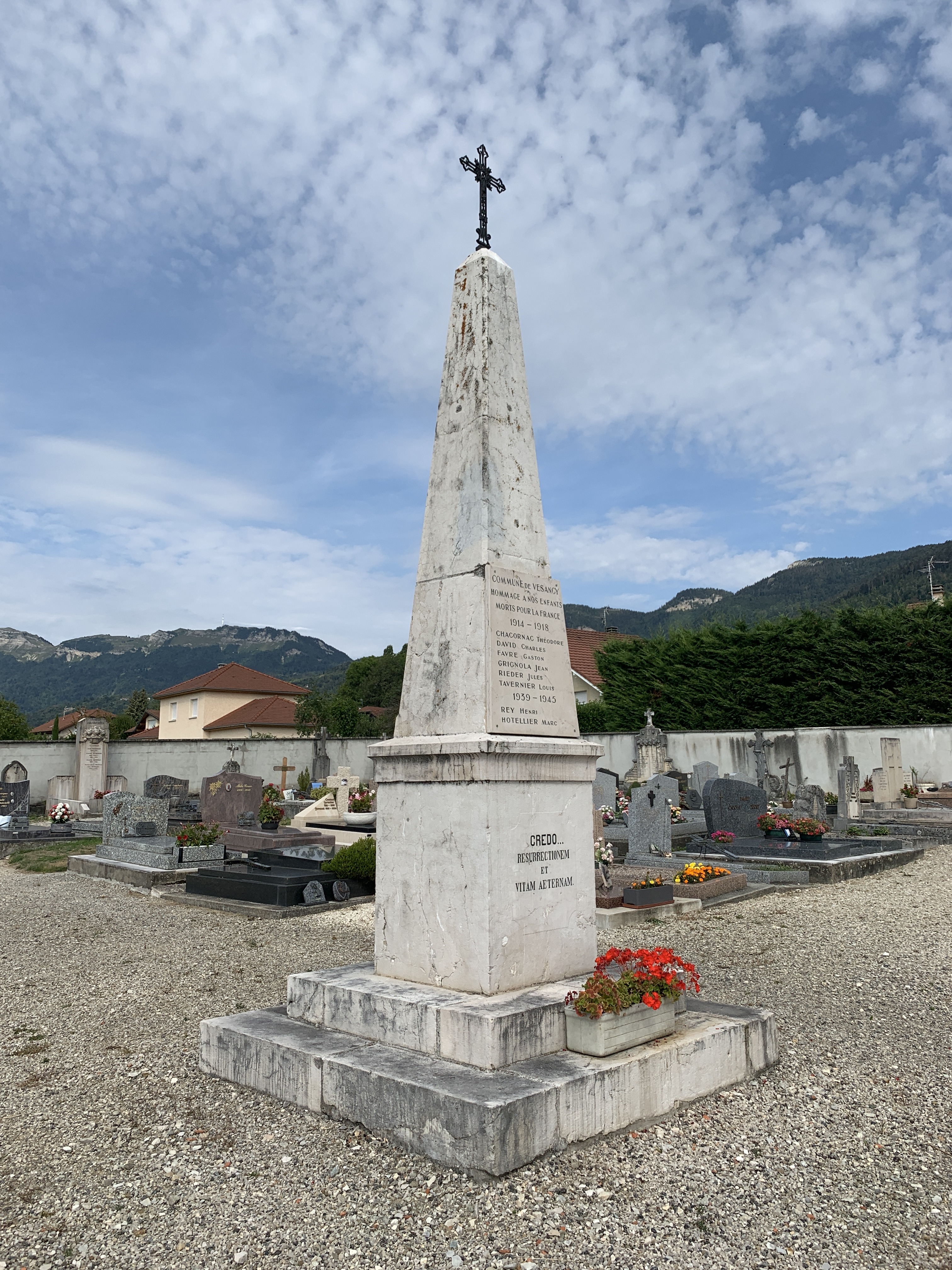
Gefallenendenkmal

## Wirtschaft und Infrastruktur
Vesancy war bis weit ins 20. Jahrhundert hinein ein vorwiegend durch die Landwirtschaft geprägtes Dorf. Heute gibt es einige Betriebe des Klein- und Mittelgewerbes. Mittlerweile hat sich das Dorf zu einer Wohngemeinde gewandelt. Zahlreiche Erwerbstätige sind Wegpendler, die als Grenzgänger in der Agglomeration Genf arbeiten.
Die Ortschaft liegt abseits der größeren Durchgangsstraßen, ist aber von Gex und Divonne-les-Bains leicht erreichbar. Der nächste Anschluss an die schweizerische Autobahn A1 befindet sich in einer Entfernung von rund acht Kilometern.
In Vesancy befindet sich eine staatliche Grundschule (école élémentaire).